# 高橋ナオト
高橋 ナオト（たかはし ナオト、1967年11月17日 - ）は、日本の元プロボクサー、ノンフィクション作家。本名は高橋 直人。
第42代日本バンタム級王者。第17代日本スーパーバンタム級王者。カウンターパンチを武器に劇的な逆転勝利を演じるボクシングを行うことから、「逆転の貴公子」とも呼ばれた。
引退後はボクシングを題材としたノンフィクション作家としてデビュー。また、JBスポーツクラブ初代会長として、元OPBF・日本スーパーバンタム級王者福島学を育てた。現在はフリーのトレーナーとして指導にあたっている。
JBスポーツ現会長である漫画家・森川ジョージの作品『はじめの一歩』に登場する宮田一郎のモデルとなった。東京都調布市出身。

## 来歴

### バンタム級時代
中学生の頃、シュガー・レイ・レナード対トーマス・ハーンズのWBA・WBC世界ウェルター級王座統一戦をテレビで観てボクシングに興味を持つ。卒業後、自宅近所にあったアベボクシングジムに入門し、阿部幸四郎会長の指導のもと練習を積む。都立農業高校入学後にアマチュアデビュー。アマチュアでの戦績は16勝4敗（7KO）。東京都大会では後のソウルオリンピック日本代表の山田渉と2戦交わるも2敗だった。
1985年2月7日、在学中に17歳の高校生プロボクサーとしてデビューし、東日本バンタム級新人王とMVPを獲得。1986年3月4日、大阪府立体育会館で行われた全日本新人王決定戦で片山清一にKO勝ちし、全日本バンタム級新人王とMVPを獲得（高校卒業前のため「高校生新人王」となる）。同年9月25日、A級ボクサー賞金トーナメント決勝戦で島袋忠司に判定勝ちし、優勝とMVPを獲得。デビューから10連勝し、日本ランキング1位となる。
1987年2月1日、指名挑戦者として、日本バンタム級王者今里光男に挑戦。5回TKO勝ちし、日本バンタム級王座を獲得した（チャンピオンカーニバルMVPも獲得）。この試合は日本タイトルマッチとしては異例の扱いで、日本テレビで土曜午後に生中継された。また、1987年の日本ボクシング年間表彰で年間最高試合に選ばれた。同年6月6日の初防衛戦で今里に返り討ちのKO勝ち。しかし、同年10月3日の2度目の防衛戦で小林智昭の変則的ボクシングに苦戦し、判定負けで王座から陥落した。
1988年、小林が返上した日本バンタム級王座決定戦に出場したが、島袋忠に6回失神KO負けを喫して王座奪回に失敗。デビュー当時より身長が2cm伸び、バンタム級のリミット（53.5kg）では減量が苦になっていた。

### スーパーバンタム級時代
リングネームを本名から「高橋ナオト」に変更し、一階級上のスーパーバンタム級に転向し再出発。外国人ボクサーに3連勝し、日本ランキング1位に浮上。
1989年1月22日、日本スーパーバンタム級を6連続KO防衛中のマーク堀越に挑戦。4回に2度ダウンを奪うも8回に奪い返され、KO負けのピンチから一転、9回に2度のダウンを奪い返しKO勝利。2階級制覇に成功した（詳細はマーク堀越 対 高橋ナオト戦を参照）。
同年5月13日、ノンタイトル戦でタイ国スーパーバンタム級王者ノーリー・ジョッキージムと対戦。2回にダウンを奪われ流血するも、3回に2度ダウンを奪い返しKO勝ち。同年10月14日、日本スーパーバンタム級防衛戦で打越秀樹と対戦し、6回KO勝ちで王座初防衛に成功（2回に放った右ストレートで打越は顎を骨折）。その後、王座を返上する。1989年の年間表彰では技能賞、KO賞、年間最高試合（マーク堀越戦）を受賞。
1990年2月11日、東京ドームで行われたマイク・タイソン 対 ジェームス・ダグラス戦の前座試合でノーリー・ジョッキージムと再戦。世界タイトル前哨戦として臨むも、6度のダウンを喫し、10回判定負け。バンタム級に続く2度目の挫折で、再び世界タイトル挑戦が遠のく。後の著作では「意識がボーッとした状態が続く」「クルマを運転するとボディを擦ってしまう」といったパンチドランカーの症状が出ていたと明かしている。

### フェザー級時代
7ヵ月のブランクの後、1990年9月22日、フェザー級にウェイトを上げ、エドウィン・モンタネスとの復帰戦に2回KOで勝利。
1991年1月12日、韓国フェザー級王者の朴鍾弼と対戦。4度のダウンを奪われ9回KOで敗れ、身動きひとつできずに担架でリングを去った。その後、脳内出血が判明して現役引退。9月に畑中清詞と引退記念のスパーリングを行った。

### 引退後
引退後は一般企業に就職しながら、GAORAプロボクシング中継解説者を務める。1993年、『ボクシング中毒者（ジャンキー）』が第1回「ナンバー・スポーツノンフィクション」新人賞を受賞。同誌や「ワールド・ボクシング」にて連載コラムを執筆する。また、漫画『はじめの一歩』の作者森川ジョージから出資を受け、JBスポーツクラブを設立。初代会長となる。
2004年、自叙伝『殴られた犬の誇り』を出版。
2008年、JBスポーツクラブ会長を辞任。その後は各地のジムでトレーナーとして指導にあたっている。

## 獲得タイトル
- 第42代日本バンタム級王座（防衛1）
- 第17代日本スーパーバンタム級王座（防衛1=返上）